# 박서원
박서원(1960년 ~2012년 5월 10일)은 대한민국의 시인이다.

## 약력
1989년 《문학정신》에 〈학대증〉 외 7편으로 등단하였다. 1990년 첫 시집 《아무도 없어요》를 출간하였다. 1995년 두번째 시집 《난간위의 고양이》를 출간하였고, 한국일보가 올해의 우수시인으로 선정하였다. 평론가 황현산은 박서원의 두번째 시집에 대해 "여성주의가 논리를 넘어서서, 차라리 논리를 짓밟고, 이렇게 과감하게 실천된 예는 드물다"고 평가하였다.
1997년 세번째 시집 《이 완벽한 세계》를 출간하였다. 평론가 이광호는 "박서원의 시는 대상을 선택하고 다루는 방식에 있어 비약적이고 돌발적인 상상력을 발휘"한다고 평하였다.
2012년 5월 10일 별세하였으나 알려지지 않다가 2017년이 되어서야 별세 소식이 알려졌다. 2018년 유고 시집 《박서원 시전집》이 출간되었다.

## 수상
- 1995년 한국일보 올해의 시인 선정
- 1999년 문화관광부 〈오늘의 예술가상〉 수상.

## 저서
- 《천년의 겨울을 건너온 여자》, (동아일보사, 1998년)
- 《백년의 시간 속에 갇힌 여자》, (중앙M&B, 2001년)

## 시집
- 《아무도 없어요》, (여음사, 1990년)
- 《난간 위의 고양이》, (세계사, 1995년)
- 《이 완벽한 세계》, (세계사, 1997년)
- 《내 기억 속의 빈 마음으로 사랑하는 당신》, (세계사, 1998년)
- 《모두 깨어 있는 밤》, (세계사, 2002년)
- 《박서원 시전집》, (최측의농간, 2018년)

## 시인의 말
- 《강박관념.1》
과일접시 위의 단도는 
 언제나 나를 찌를 준비가 되어 있다 
 병든 것들의 현란함 
 언제나 나를 사로잡는 병든 것들의 
 부드러움
- 《유년의 기억이》 전문 
내 속에 열두 개의 섬이
사이렌을 울린다
박동하는 피,
드럼 치는 스트레쵸카
얼어 죽은 개와 소년의 초상화
허공을 가르던 갈가마귀 떼
한 줄 행렬로 이루고
너무 일찍 내린 서리는
건강한 나무둥치에서도 녹아내리지 
못한다

## 영향
시인 노혜경은 1999년 부산일보의 칼럼에서 박서원의 시가 자신에게 결정적인 영향을 주었다고 밝힌 바 있다.
 내가 시인 박서원을 만난 것은 내 딸이 두 돌이 조금 못되었을 때였다. …… 내 앞에 완벽한 여자의 말로, 완벽한 여자의 몸 그 자체인 언어로, 제 삶을 모조리 텍스트로 바꾸어 자기 존재의 정당함을 증명해 보이고야 말겠다는 결의로 가득찬, 버려진 여성의 원형같은 그녀가-박서원 시인이-다가왔다. 아니 ,운명적으로 주어졌다. — 노혜경

박서원은 자신의 장례식에 부를 사람들 가운데 한 명으로 노혜경을 수첩에 적었다.

## 연기한 배우
- 2009.09.27 KBS 1TV에서 이것이 인생이다. 부제 '아무 곳에서나 잠드는 여자'의 박근희로 나온 실화 주인공이다.

## 참고 문헌
- 한국여성문인사전, 2006. 11. 28., 숙명여자대학교 한국어문화연구소